# Ratibořské Hory
Ratibořské Hory – wieś i gmina w Czechach, w powiecie Tabor, w kraju południowoczeskim. Według danych z dnia 1 stycznia 2014 liczyła 727 mieszkańców.